# José Loustau y Gómez de la Membrillera
José Loustau y Gómez de Membrillera (Valencia de Alcántara, 17 de enero de 1889-Murcia, 1964) fue un biólogo español.

## Biografía
Es recordado por su actividad científica, docente y de gestión académica, principalmente por haber sido el primer rector de la Universidad de Murcia durante un largo periodo comprendido entre 1918 y el final de la guerra civil española en 1939. 
La enseñanza superior de la botánica en la Universidad de Murcia comenzó en el curso de 1916 a 1917 con los estudios preparatorios de Ciencias y la asignatura de la cátedra de Mineralogía y Botánica con la incorporación de José Loustau, que ganó por oposición en marzo de 1916 iniciando los estudios de biología y el desarrollo de un laboratorio y un gabinete para su enseñanza. El 23 de abril de 1918 fue nombrado comisario regio y el 7 de junio del mismo año rector de la Universidad de Murcia, cargo que desempeñó, con la excepción del año 1929, hasta abril de 1939. A lo largo de esos años Loustau ejerció un papel crucial en la creación, organización y desarrollo inicial de la Universidad de Murcia (Marín, 2014). Con la excepción del año 1929 en la que la dictadura de Primo de Rivera intentó suprimir la universidad murciana. Una vez repuesto el profesor Loustau en el cargo de rector de la Universidad de Murcia, la prensa regional recordó cómo y por qué fue suprimida (Marín, 2004).
En su labor como científico, docente y gestor académico destacaron poderosamente dos aspectos: su preocupación por la preparación para la vida profesional y social de los universitarios, y el fomento de los cursos de extensión universitaria como medio de promoción cultural y de difusión de la educación científica fuera del ámbito universitario. La Universidad de Murcia contaba, desde el principio, con una Facultad de Ciencias que incluía las enseñanzas de biología y geología pero solo se impartían en un curso preparatorio para las Facultades de Medicina y Farmacia cuyos títulos debían obtenerse fuera de Murcia (Acosta y Muñoz, 2015).
Tuvo como auxiliar de cátedra a Pedro Hernansáez Meoro, licenciado en Farmacia (Universidad de Santiago, 1918) y Ciencias Naturales (Universidad de Barcelona, 1922). Fue profesor de ciencias naturales en varios centros de enseñanza murcianos y desempeñó el cargo de auxiliar en la cátedra de Biología desde 1923 hasta 1936 (Acosta y Muñoz, 2015: 242).
Francisco del Baño, en su catálogo del Laboratorio Museo José Loustau, indicaba que Loustau era muy puntual en la asistencia a sus clases y nunca abandonaba el aula antes de que el bedel le anunciase repetidas veces la hora de clase cumplimentadamente transcurrida. Explicaba las lecciones sin afán de brillantez personal, buscando sobre todo la claridad y la eficacia. No era severo en los exámenes y, sin embargo, obtenía un buen nivel de conocimientos en sus alumnos. Sin duda confiaba más en la constancia y atractivo de la información que proporcionaba que a los ejercicios memorísticos de última hora para el examen. Por lo demás, no obstante su aparente seriedad, resultaba totalmente asequible y comprensivo para resolver cualquier duda o consulta sin esa nota de superioridad o de distanciamiento de otros catedráticos. Eran unas clases sustanciosas, originales, llenas de interés y, desde el punto de vista científico, muy bien actualizadas (Del Baño Breis, 1999). En cuanto al material de enseñanza Francisco del Baño lo recordaba enfundado con una bata blanca dirigiéndose al aula, “unas veces portando un maletín conteniendo las diapositivas, otras, con los libros para proyectar en el epidiáscopo alguna figura o gráfico o, sosteniendo entre sus manos, alguno de los modelos de la vida” (Del Baño Breis, 1999: 20).

### Estudios sobre la docencia de Loustau
En el marco de las acciones de Centro de Estudios sobre la Memoria Educativa y del Museo Virtual de la Historia de la Educación de la Universidad de Murcia se han realizado una serie de trabajos que han permitido una aproximación a la figura de Loustau desde una óptica de la didáctica de las ciencias naturales y de la teoría e historia de la educación (Bernal y Marín, 2011), y la realización de la tesis doctoral titulada “El material científico para la enseñanza de la botánica en la Región de Murcia (1837-1939)” (Marín, 2014) de la Facultad de Educación, con una catalogación exhaustiva del material científico para la enseñanza de la botánica en la Universidad de Murcia acompañado de un análisis didáctico de cada material. La conservación y puesta en valor de los materiales estudiados son una oportunidad para la enseñanza de las ciencias naturales en la actualidad ya que permiten establecer un recorrido por el pasado, trabajando de forma activa la memoria educativa, así como relacionar los contenidos de los saberes enseñados con los métodos e instrumentos utilizados. 
Después de ser rector de dicha universidad se mantuvo como profesor hasta 1959, cuando cumplió los setenta años de edad.
Por su importancia para la institución, tiene un museo de historia natural dedicado en la Facultad de Biología. Además, el Instituto de Enseñanza Secundaria de su localidad natal, Valencia de Alcántara, lleva su nombre, junto al de José María Valverde, ilustre escritor. Una calle de Murcia lleva su nombre.